# Tricula montana
Tricula montana е вид коремоного от семейство Pomatiopsidae.

## Разпространение
Видът е разпространен в Индия (Асам и Утаракханд) и Непал.